# Vila Chã (Alijó)
Vila Chã es una freguesia portuguesa del concelho de Alijó, con 19,65 km² de área y 579 habitantes (2001). Densidad de población: 29,5 hab/km².

## Patrimonio
- Anta de Fonte Coberta